# ویکتوریا سابو
ویکتوریا سابو (مجاری: Viktória Szabó; زادهٔ ۲۶ مه ۱۹۹۷) یک بازیکن فوتبال زن اهل کشور مجارستان است. پست وی هافبک است. وی در بوندس‌لیگا ۲ و در تیم زنان باشگاه فوتبال زاربروکن بازی می‌کند. او همچنین یکی از بازیکنان تیم ملی فوتبال زنان مجارستان است.

## پیشه باشگاهی
در تاریخ ژوئیه ۲۰۱۶ سابو از تیم اف سی لوبارس به تیم زاربروکن که در بوندسلیگا ۲ بازی می‌کرد پیوست.

## بازی ملی
در جام دعوتی ۲۰۱۶ قبرس و در بازی مقابل تیم ملی فوتبال زنان ایرلند سابو با یک ضربه آزاد مستقیم گل پیروزی را برای تیم مجارستان به ثمر رساند.